# Kościół Narodzenia Najświętszej Maryi Panny w Krużlowej Wyżnej
Kościół Narodzenia Najświętszej Maryi Panny w Krużlowej Wyżnej – rzymskokatolicki dawny kościół parafialny pw. Najświętszej Maryi Panny, wybudowany w 1520, znajdujący się w Krużlowej Wyżnej.
Do 2003 parafialny, obecnie pełni funkcję kościoła pomocniczego. Świątynia leży na szlaku architektury drewnianej w Województwie Małopolskim. 

## Historia
Kościół zbudowano w 1520 z fundacji właściciela wsi Jana Pieniążka. W XVII w. z fundacji Krzysztofa Pieniążka (wnuka Jana) dobudowano murowaną zakrystię i kaplicę. W 1785 odnawiany staraniem Barbary Leszczyńskiej. Pod koniec XVIII w. późnogotycką budowlę przekształcono w stylu barokowym. Remontowany w 1894, 1932-35, 1942, 1967-68. W grudniu 2000 skradziono kopię gotyckiej rzeźby MB. 

## Architektura i wyposażenie
Jest to budowla drewniana konstrukcji zrębowej, orientowany, trójdzielna. Bryła kościoła składa się z trójbocznie zamkniętego prezbiterium z murowaną zakrystią od północy, niższej nawy z dobudowaną murowaną kaplicą i kwadratowej wieży o ścianach pochyłych z nadwieszoną izbicą, nakrytej baniastym barokowym hełmem. Nawa i prezbiterium nakryte jednolitym blaszanym dachem jednokalenicowym. Nad nawą ośmioboczna wieżyczka sygnaturkowa z latarnią. Ściany oszalowane pionowo z listwowaniem. Jeden z dwóch późnogotyckich portali zamknięty jest łukiem w tzw. ośli grzbiet, a drugi kamienny do zakrystii łukiem w kształcie ściętego trójliścia.
Wewnątrz w nawie strop z zaskrzynieniami, wspartymi na czterech słupach z 1894, w prezbiterium strop kasetonowy, w zakrystii sklepienie kolebkowe.
Polichromia na stropie nawy gotycko-renesansowa z 1520, odnowiona w 1894 z dwoma scenami: Zwiastowanie i św. Anna Samotrzeć oraz motywy roślinne, malowidła te przypisywane są tzw. Mistrzowi Tryptyku z Wójtowej. W prezbiterium o motywach kasetonowych z plastycznymi, rzeźbionymi rozetami. Ściany nawy i kaplicy pokrywa polichromia wykonana w 1942 przez Józefa Dutkiewicza.
Najcenniejsze wyposażenie kościoła:
- Ołtarz główny późnobarokowy z pierwszej poł. XVIII w. z otoczonym miejscowym kultem obrazem Veraicon (wizerunek Chrystusa) kopią obrazu z kościoła farnego w Nowym Sączu z pierwszej poł. XVI w.
- Cztery ołtarze boczne: po lewej z kopią słynnej późnogotyckiej rzeźby tzw. "Madonny z Krużlowej"; po prawej z barokową rzeźbą Chrystusa Zmartwychwstałego z przełomu XVII i XVIII w.; ołtarz w nawie z tryptykiem z 1645 i malowidłem św. Anny Samotrzeć; ołtarz w kaplicy z około 1700 z obrazem św. Antoniego z Dzieciątkiem
- Kamienna chrzcielnica z 1486 z kartuszami z herbami Poraj, Odrowąż i Jastrzębiec
- Kamienna kropielnica z kartuszem z herbem Odrowąż z XV/XVI w.
- Krucyfiks na belce tęczowej, późnogotycki z około 1520, z płaskorzeźbionymi symbolami ewangelistów w ramionach krzyża
- Ambona późnobarokowa z XVIII w.
- Organy 10-głosowe z 1895

## Otoczenie
Zabytkowe ogrodzenie z muru kamiennego z dwoma kaplicami i bramkami pochodzi z przełomu XVIII i XIX w.

## Galeria

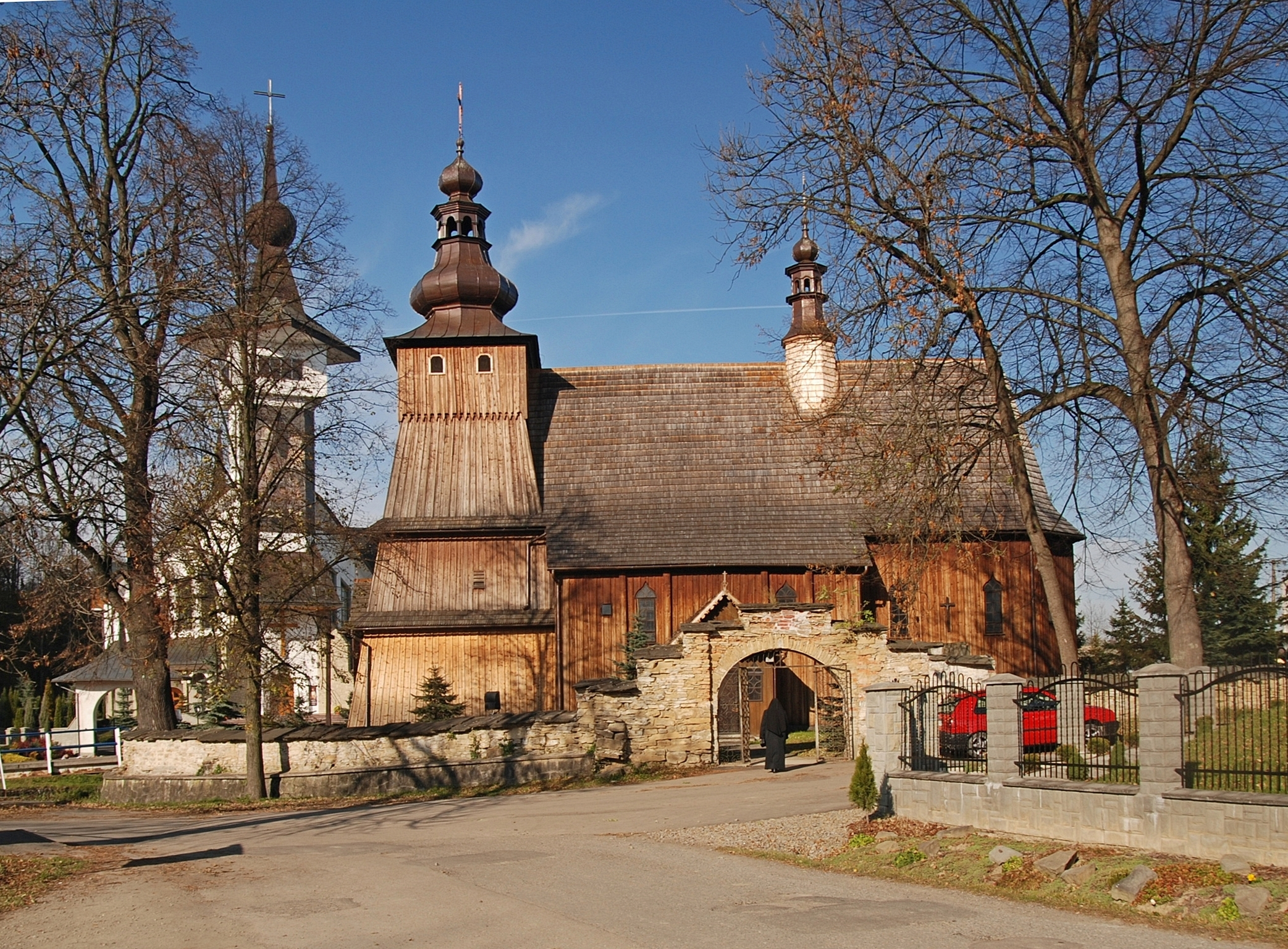
Od strony południowej
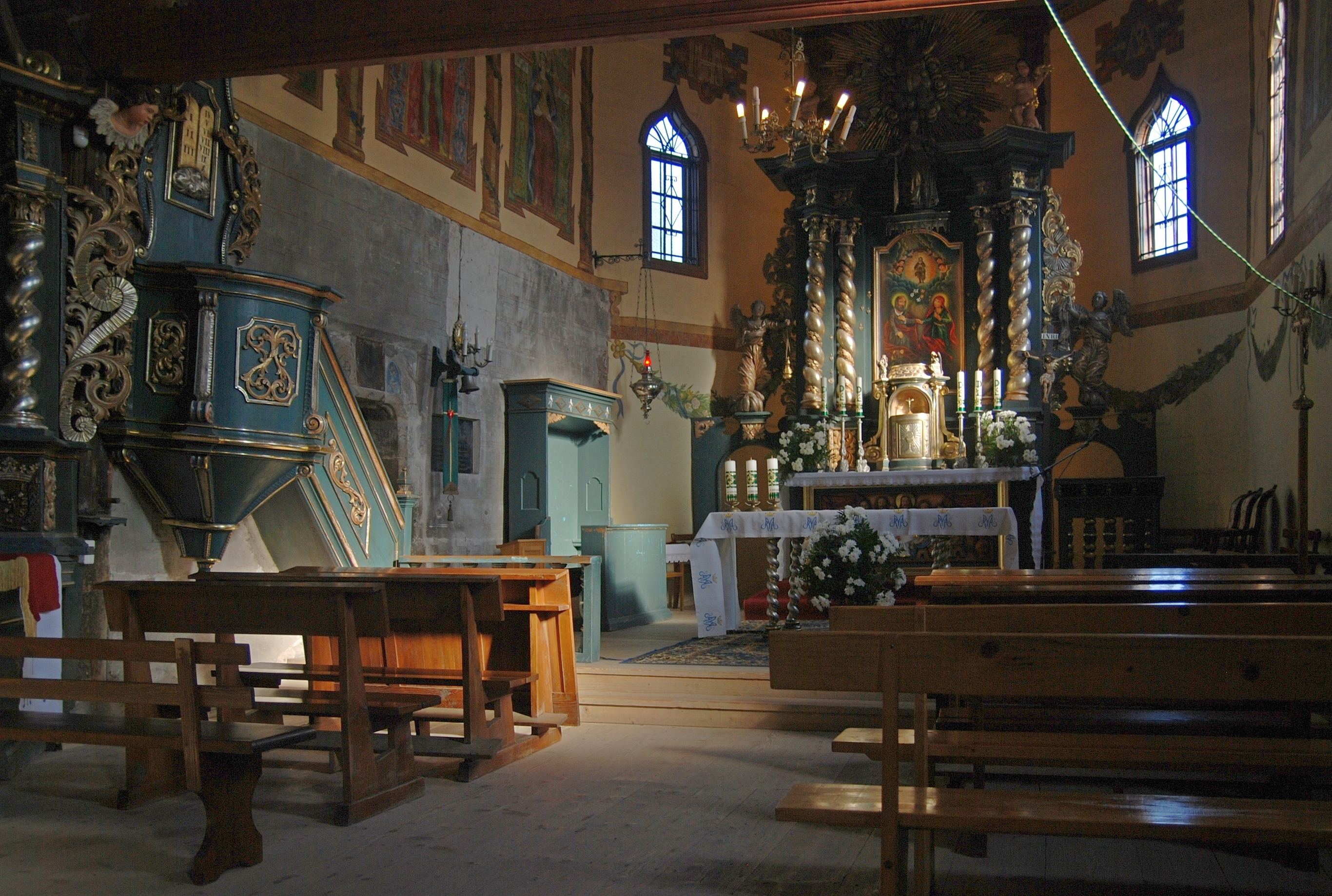
Wnętrze
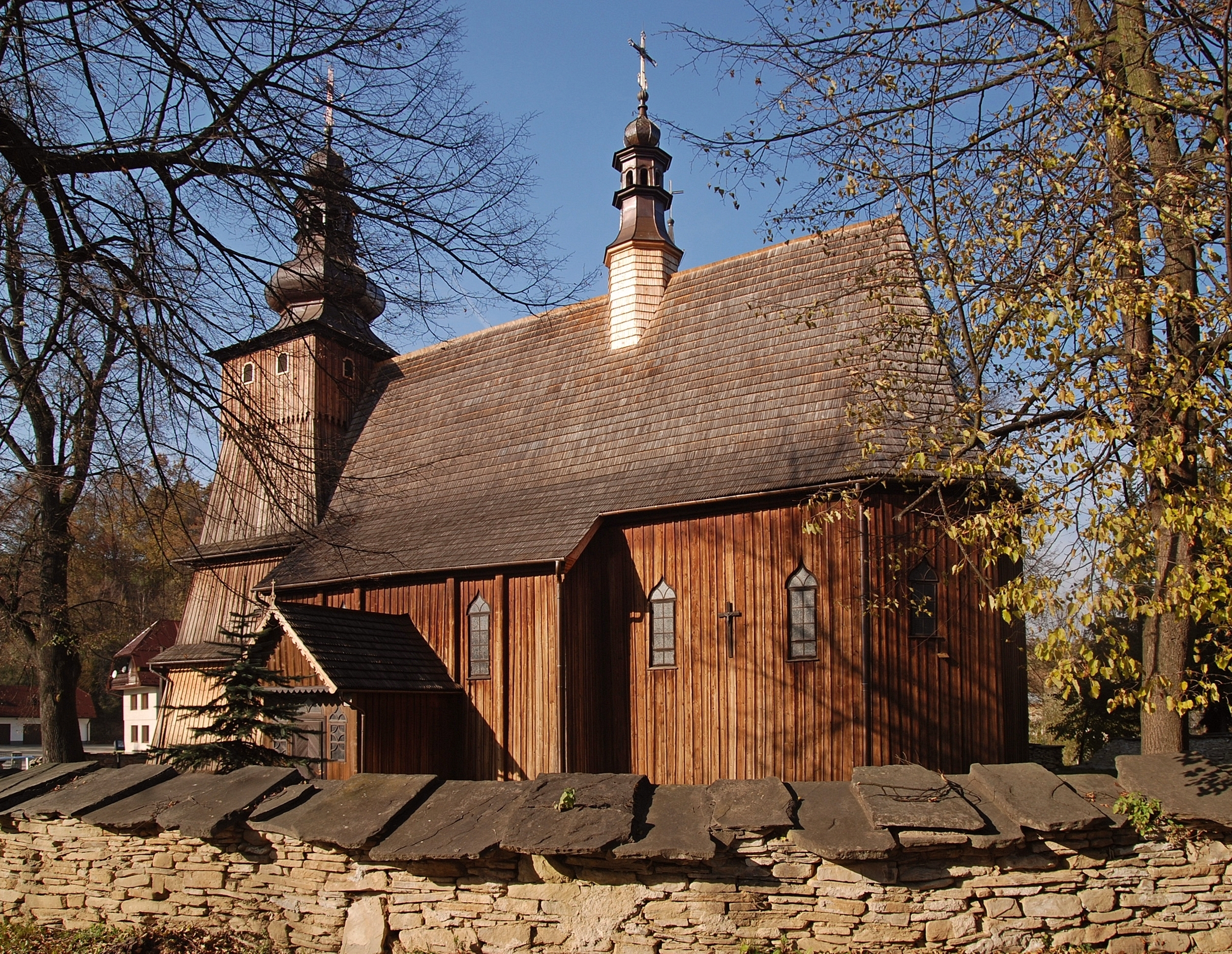
Z bliska
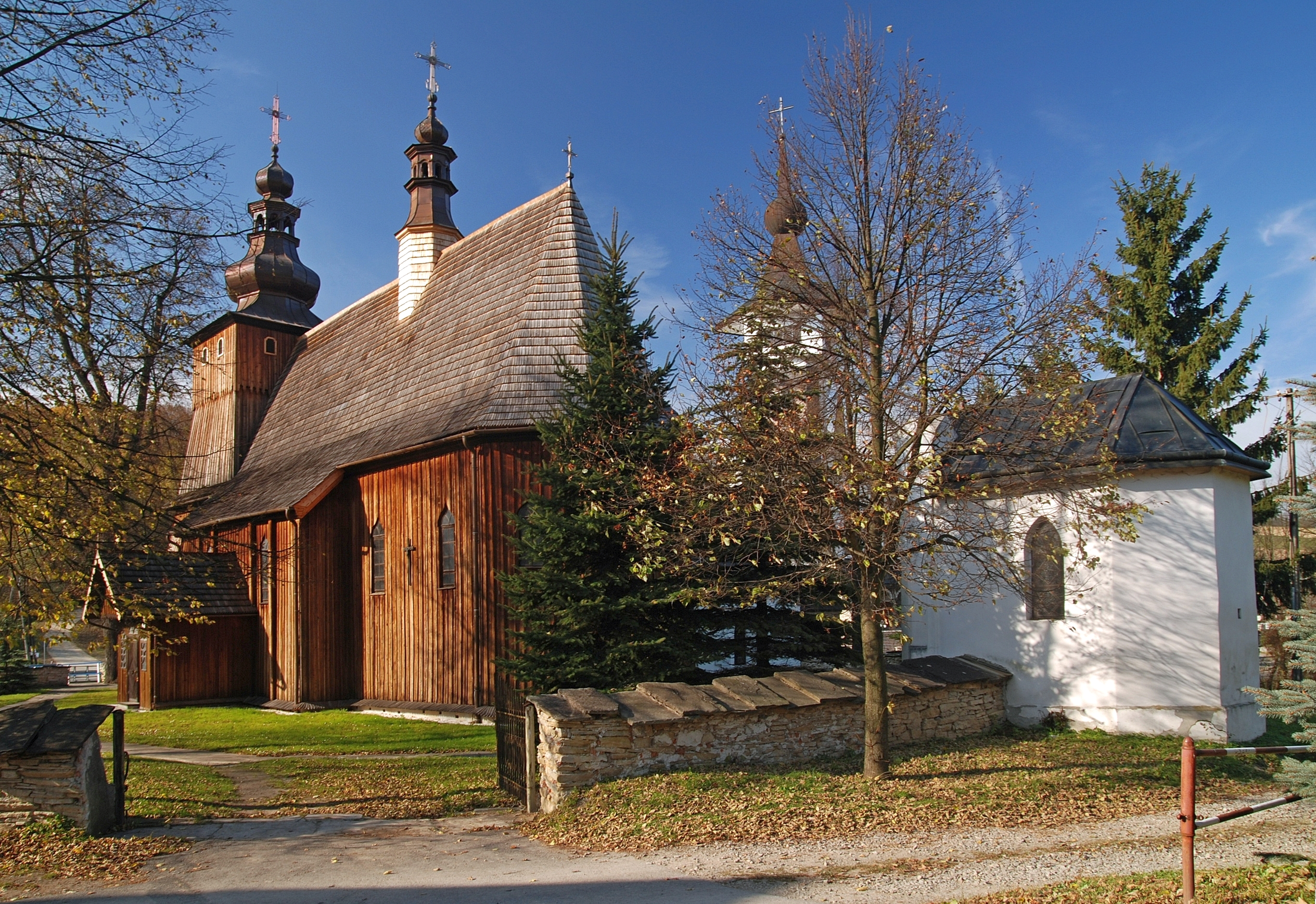
Widok od prezbiterium
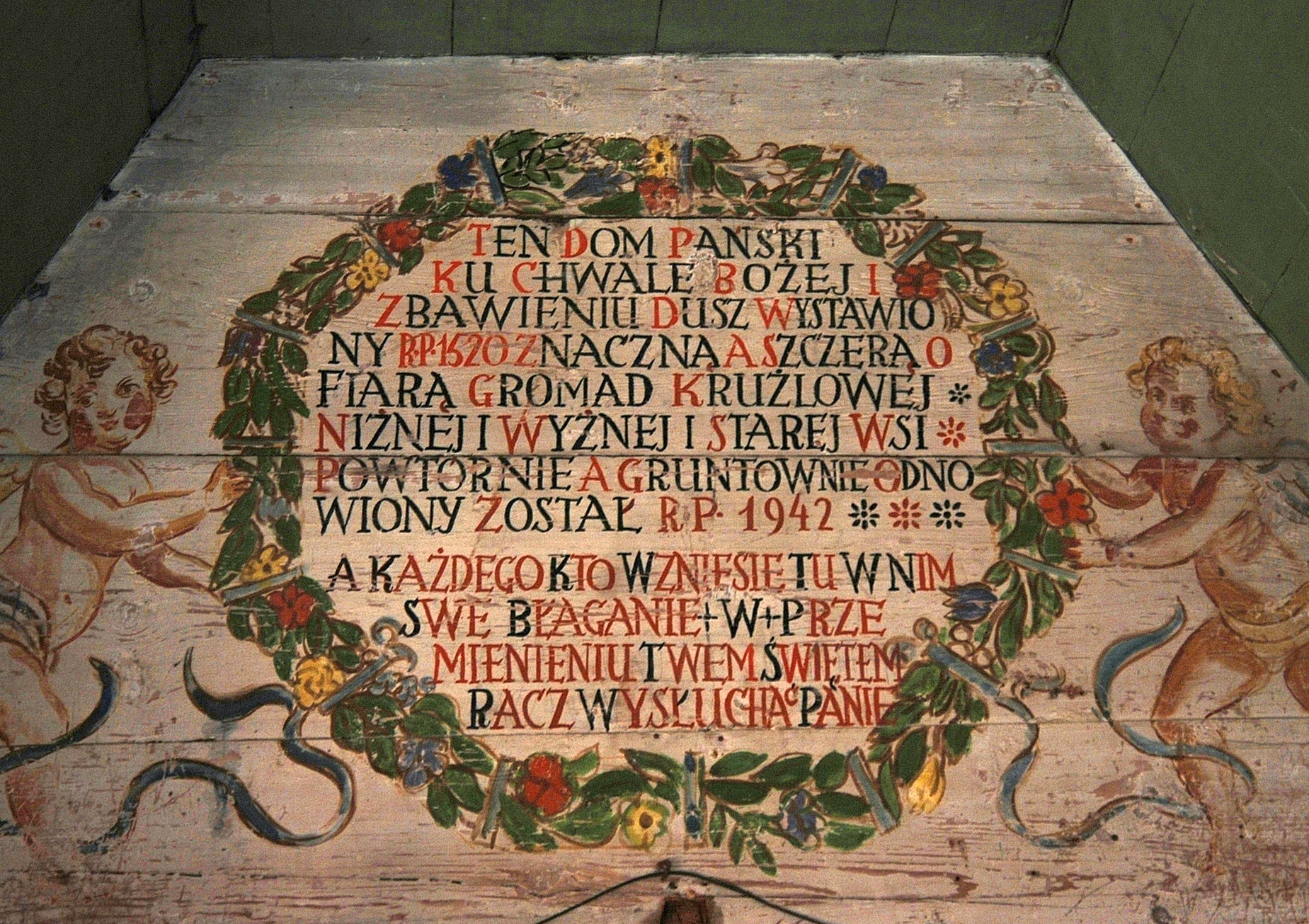
Wnętrze
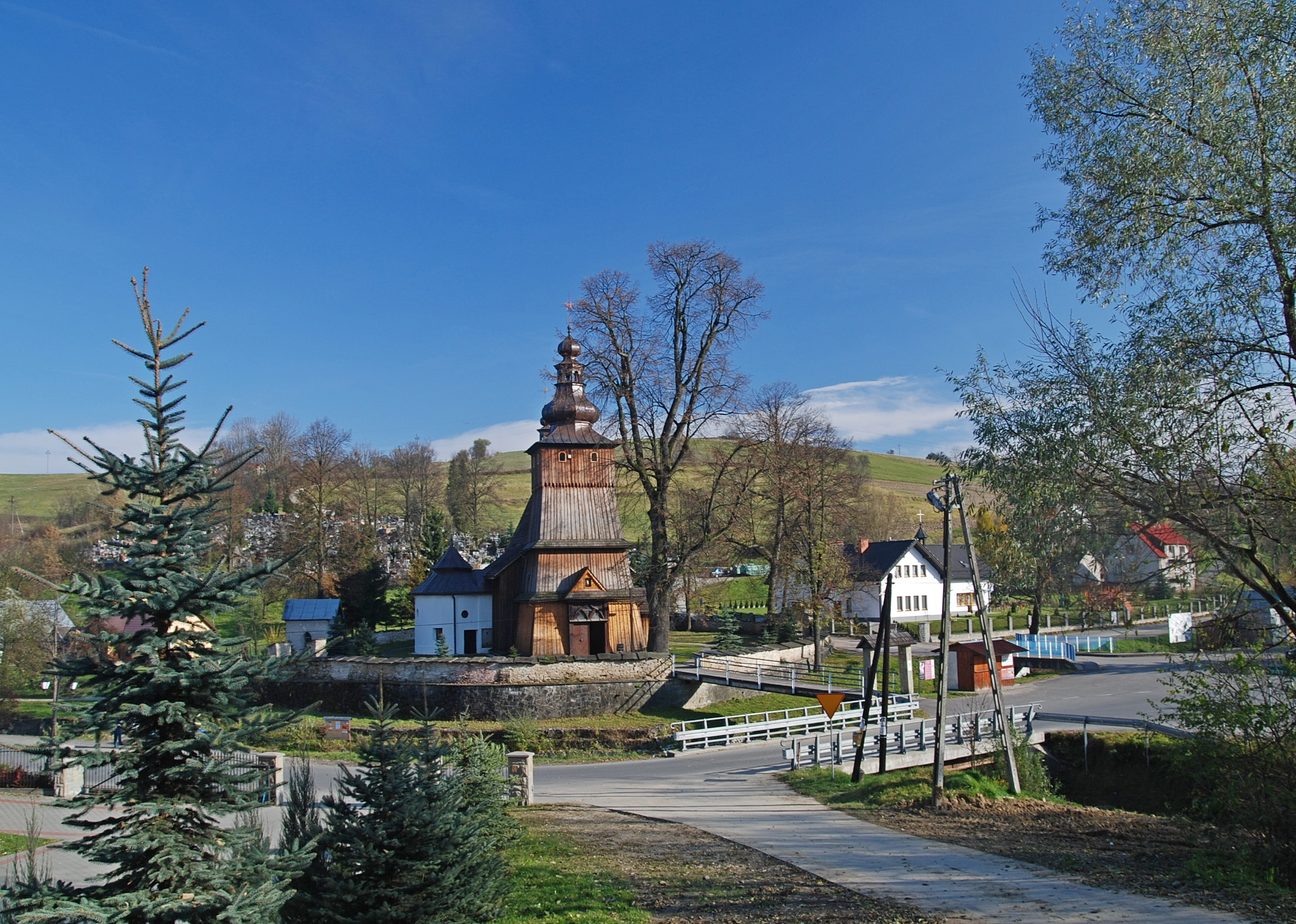
Widok ogólny